# تیلور کیچ
تیلور کیچ (انگلیسی: Taylor Kitsch؛ زادهٔ ۸ آوریل ۱۹۸۱) بازیگر و مدل کانادایی است. او با بازی در نقش تیم ریگینز در مجموعهٔ تلویزیونی چراغ‌های جمعه‌شب (۲۰۱۱–۲۰۰۶) به شهرت رسید. او همچنین در فیلم‌های خاستگاه مردان ایکس: ولورین (۲۰۰۹)، کشتی جنگی (۲۰۱۲)، جان کارتر (۲۰۱۲)، وحشی‌ها (۲۰۱۲)، تنها بازمانده (۲۰۱۳)، آدم‌کش آمریکایی (۲۰۱۷)، تنها شجاعان (۲۰۱۷)، ۲۱ پل (۲۰۱۹) و مجموعهٔ ترمینال لیست (۲۰۲۲) به ایفای نقش پرداخته‌است.
کیچ در فصل دوم مجموعهٔ اچ‌بی‌او، کارآگاه حقیقی در نقش پل وودراف ظاهر شد و در تله‌فیلم قلب طبیعی (۲۰۱۴) به ایفای نقش پرداخت. در سال ۲۰۱۸ او نقش دیوید کورش را در مینی‌سریال واکو به تصویر کشید.

## فیلم‌شناسی

### فیلم
| سال  | عنوان                      | نقش                       | یادداشت |
| ---- | -------------------------- | ------------------------- | ------- |
| ۲۰۰۶ | جان تاکر باید بمیرد        | جاستین                    |         |
| ۲۰۰۶ | مارها در هواپیما           | کایل «کروکودیل» چو        |         |
| ۲۰۰۶ | میثاق                      | پوگ پری                   |         |
| ۲۰۰۹ | خاستگاه مردان ایکس: ولورین | گامبیت                    |         |
| ۲۰۱۰ | باشگاه بنگ بنگ             | کوین کارتر                |         |
| ۲۰۱۲ | جان کارتر                  | جان کارتر                 |         |
| ۲۰۱۲ | کشتی جنگی                  | الکس هاپر                 |         |
| ۲۰۱۲ | وحشی‌ها                     | جان «چون» مک‌آلیستر جونیور |         |
| ۲۰۱۳ | تنها بازمانده              | مایکل پی. مورفی           |         |
| ۲۰۱۷ | آدم‌کش آمریکایی             | رونی                      |         |
| ۲۰۱۷ | تنها شجاعان                | کریستوفر مکنزی            |         |
| ۲۰۱۹ | ۲۱ پل                      | ری جکسون                  |         |

### تلویزیون
| سال       | عنوان          | نقش        | یادداشت                                   |
| --------- | -------------- | ---------- | ----------------------------------------- |
| ۲۰۰۶      | کایل ایکس‌وای   | کمپر       | قسمت آغازین                               |
| ۲۰۱۱–۲۰۰۶ | چراغ‌های جمعه‌شب | تیم ریگینز | ۶۸ قسمت                                   |
| ۲۰۱۴      | قلب طبیعی      | بروس نایلز | تله‌فیلم                                   |
| ۲۰۱۵      | کارآگاه حقیقی  | پل وودراف  | ۸ قسمت                                    |
| ۲۰۱۸      | واکو           | دیوید کورش | مینی‌سریال؛ ۶ قسمت همچنین تهیه‌کنندهٔ اجرایی |
| ۲۰۲۲      | ترمینال لیست   | بن ادواردز | نقش اصلی                                  |